# Apache HBase
Apache HBaseはオープンソースの、列指向、分散データベースであり、GoogleのBigTableをモデルとし、Javaにより書かれている。Apacheソフトウェア財団のHadoopプロジェクトの一部として開発され、HDFS (Hadoop Distributed File System)の上で実行され、Hadoopに対しBigtableのような機能を提供する。
HBaseはBigTable論文に従い圧縮、インメモリ処理の機能、および各列ごとにブルームフィルタを持っている。 HBaseにおけるテーブルはHadoop上のMapReduceジョブの入出力として機能し、Java APIのほか、REST、Avro、ThriftといったゲートウェイAPIを通じアクセスが可能である。
HBaseは、古典的なSQLデータベースを直接置き換えるものではないが、近年ではパフォーマンスが向上し、FacebookのMessaging Platformなど、データ駆動型のWebサイトでも使用されている。

## 歴史
HBaseはPowerset社において自然言語処理を行うため、大規模データの処理を行う必要があり、プロジェクトとして始まった。今はApacheのトップレベルプロジェクトであり、注目を集めている。